# 小行星8141
小行星8141（英語：8141 Nikolaev）是一颗围绕太阳公转的小行星。1982年9月20日，尼古拉·切爾尼赫在克里米亚发现了此天体。
这颗小行星的绝对星等为55.26219558086681等。